# تاكيشي سوزوكي
تاكيشي سوزوكي (باليابانية: 鈴木猛史؛ بالكانا: すずき　たけし) هو متزحلق جبال الألب ياباني، ولد في 1 مايو 1988 في اليابان.